# North Reading
North Reading és una població dels Estats Units a l'estat de Massachusetts. Segons el cens del 2007 tenia 14.021 habitants.

## Demografia
Segons el cens del 2000, North Reading tenia 13.837 habitants, 4.795 habitatges, i 3.754 famílies. La densitat de població era de 403,2 habitants/km².
Dels 4.795 habitatges en un 40% hi vivien nens de menys de 18 anys, en un 68,9% hi vivien parelles casades, en un 7% dones solteres, i en un 21,7% no eren unitats familiars. En el 17,9% dels habitatges hi vivien persones soles el 6,1% de les quals corresponia a persones de 65 anys o més que vivien soles. El nombre mitjà de persones vivint en cada habitatge era de 2,86 i el nombre mitjà de persones que vivien en cada família era de 3,28.
Per edats la població es repartia de la següent manera: un 27,5% tenia menys de 18 anys, un 5,5% entre 18 i 24, un 31,4% entre 25 i 44, un 25,2% de 45 a 60 i un 10,4% 65 anys o més.
L'edat mediana era de 38 anys. Per cada 100 dones de 18 o més anys hi havia 94,5 homes.
La renda mediana per habitatge era de 76.962 $ i la renda mediana per família de 86.341$. Els homes tenien una renda mediana de 52.446 $ mentre que les dones 39.458$. La renda per capita de la població era de 30.902$. Entorn del 0,7% de les famílies i l'1,5% de la població estaven per davall del llindar de pobresa.